# Not a Second Time
"Not a Second Time" é uma canção de John Lennon (creditada a Lennon/McCartney) lançada pelos The Beatles em seu segundo álbum With the Beatles. Segundo John Lennon ele estava tentando compor algo como Smokey Robinson.
Esta canção inspirou a famosa análise musical do The Times, citando o "modo eólio" de Lennon no vocal e comparando a canção a "Song of The Earth" de Gustav Mahler. John Lennon, anos mais tarde, disse: "Até este dia, eu não tinha ideia do que era modo eólio."
A canção foi gravada em 21 de agosto de 1963 no Abbey Road Studios.

## Créditos
- John Lennon – guitarra acústica, vocal
- Paul McCartney – baixo
- George Harrison – guitarra acústica
- Ringo Starr – bateria
- George Martin – piano

## Regravações
- Robert Palmer em seu álbum de 1980, Clues.